# Марисін (гміна Бихава)
Марисін (пол. Marysin) — село в Польщі, у гміні Бихава Люблінського повіту Люблінського воєводства.
Населення — 93 особи (2011).
У 1975-1998 роках село належало до Люблінського воєводства.

## Демографія
Демографічна структура станом на 31 березня 2011 року:
|          | Загалом | Допрацездатний вік | Працездатний вік | Постпрацездатний вік |
| -------- | ------- | ------------------ | ---------------- | -------------------- |
| Чоловіки | 38      | 5                  | 28               | 5                    |
| Жінки    | 55      | 12                 | 34               | 9                    |
| Разом    | 93      | 17                 | 62               | 14                   |